# 木下裕章
木下 裕章（きのした ひろあき）は、東京都出身の理美容師、ヘアメイクアーティスト。KINOSHITA GAIEN EAST STREET 代表取締役社長。

## 人物
1968年生まれ。東京・四谷を拠点とする老舗ヘアーサロンの五代目。三代目より早々と理美容の垣根を越えたトータルビューティーサロンの形態を作る。サロンワークではパーマ比率7割を誇るパーマクリエイター。講師として、分かりやすくロジカルな理論に定評があり年間セミナー回数は80回以上。ヘアメイクでは、ファッション誌、業界誌（連載含め）を担当している。有名メーカーのアドバイザーとして商品企画プロデュースやイベント出演も数多い。
2005年からアジア人初のアメリカンオールスターズ入りしコレクションのメンズヘアメイク部門を担当。高城剛、みうらじゅんなど多くのクリエーターやルイヴィトンジャパン社長などをVIPの顧客として持つ。コンテスト指導では世界チャンピオン（荻原奈々）から、数多くのチャンピオンを育てている。

## 略歴
- 私立本郷高等学校デザイン学科 卒業
- 東京美容専門学校 卒業
- 中央理容専門学校（現：中央理美容専門学校）卒業
- 渡辺サブロオメイクスクール 卒業
- MG理美容戦略アカデミー卒業 (https://mg-ac.jp)
- 1994年 フランス/パリ留学
- 2005～07年 アメリカで講師研修を経て、07年インターナショナルアメリカンオールスター入り。
- 2008年からは毎年アメリカにてコレクションのヘアメイクを担当。
- 2009年 理容文化1年間連載
- 2011年 メンズプレッピー1年間連載

## プロデュース
- 資生堂NEW HAIR制作、資生堂広告ポスター制作（ヘアメイク木下裕章、フォトグラファー若木信吾、スタイリスト熊谷隆志）
- 資生堂ゾートススタイリングプロダクト「スタイルデュース」
- 資生堂246スタイリングプロダクト「シャイニーワックス＆シャイニームース」木下裕章
- LEBEL THEOスタイリングプロダクト「ジオグリース」開発＆ヘアメイク
- LEBEL THEOスタイリングプロダクト「ジオシリーズ」開発
- LEBEL THEOヘアケアプロダクト「フレイマン」開発
- LEBEL THEOパーマプロダクト「ジオパーマ」開発

## 役職
- NPO法人 全国美容週間 39代実行委員長 (https://beautyweek.com/)
- NPO法人 全国美容週間振興協議会 理事
- ICDインターコワフュール（世界美容家協会）理事 (http://www.intercoiffure.jp/)
- 全理連中央講師 幹事長 (https://www.riyo.or.jp/)
- 東理同組専任講師 (https://www.tokyo-riyo.or.jp/)
- JPA（日本パーマ協会）執行役員 (https://perm.jp/)
- 日本水素ヘア協会 理事 (http://suiso-hair.com/index.html)
- インターナショナルアメリカンオールスターメンバー
- AMERICAN CREWオールスターチーム（http://www.americancrew.com/stylists/#/login）
- LEBEL MDA (https://www.lebel.co.jp/)
- 理美容戦略MGインストラクター
- 中央理美容専門学校講師 (https://www.chic.ac.jp/)
- 窪田理美容専門学校講師 (https://www.kubota.ac.jp/)
- 国際文化理美容専門学校講師 (https://kokusaibunka.ac.jp/)
- 東洋理美容専門学校講師 (https://www.toyoribi.ac.jp/)

## タイトル・受賞歴など
| 年   | 月 | 内容                                   | タイトル       |
| ---- | -- | -------------------------------------- | -------------- |
| 1989 | 2  | HSAフェスティバル メンズ部門           | 優勝           |
|      | 10 | 東京理容フェスティバル メンズ部門      | 優勝           |
| 1991 | 4  | 理美容国際選手権大会 レディース部門    | 優勝           |
|      | 7  | RHPC                                   | 優秀賞         |
| 1992 | 7  | RHPC                                   | 優秀賞         |
|      | 9  | EXCELフェスティバル レディース部門     | 優勝           |
| 1993 | 4  | 理美容国際選手権大会 総合部門          | 準優勝         |
|      | 6  | 東京大会 第2部門レディースカット       | 優秀賞         |
|      | 7  | RHPC                                   | 優秀賞         |
|      | 10 | 全国大会 第2部門レディースカット       | 準優勝         |
| 1994 | 4  | 理美容国際選手権大会 総合部門          | 優勝           |
|      | 6  | 東京大会 第2部門レディースカット       | 優勝           |
|      | 7  | 関東甲信越大会 第2部門レディースカット | 準優勝         |
|      | 7  | RHPC                                   | 優秀賞         |
|      | 10 | 全国大会 第2部門レディースカット       | 優勝           |
|      |    | ナショナルチーム ヨーロッパ大会参加    | 7位            |
| 1995 |    | ナショナルチーム ヨーロッパ大会参加    | 6位            |
| 1996 |    | ナショナルチーム ヨーロッパ大会参加    | 6位            |
|      | 8  | 世界大会ワシントン                     | シルバーメダル |
| 1997 |    | ナショナルチーム ヨーロッパ大会参加    | 5位            |
| 1998 |    | ナショナルチーム ヨーロッパ大会参加    | 5位            |

## 参加イベント
- デモンストレーションやテクニカルセミナーは、年間80〜100回を超える
- 1992-1994 東京コレクション「オゾンコミュニティー現ヒステリックグラマー」
- 1994 フランスパリ留学
- 1994～1998 ヨーロッパ＆アメリカワールドカップ参戦
（イギリス、フランス、ドイツ、オーストリア、ベルギー、ギリシャ、フィンランド、ニューヨーク、ワシントンD.C.など他etc）
- 2002.2 グランパシフィックメリディアンにて資生堂ヘアーショウ
- 2003.9 資生堂ヘアーショウ全国ツアー
- 2004.2 資生堂ヘアーショウ全国ツアー
- 2006.3 六本木にてAmerican Crewヘアーショウ
- 2008.3 アメリカシカゴにてAmerican Crewヘアーショウ
- 2009.2 TWBCヘアーショウ
- 2010.6 NRGヘアーショウ
- 2010.7 沖縄タカラベルモントヘアーショウ
- 2010.9 京都ヘアーショウ
- 2011.5 BTAヘアーショウ
- 2011.6 ヘアラルト阪神理容美容専門学校ヘアーショウ
- 2011.11 東洋理容美容専門学校ヘアーショウ
- 2012.11 アメリカデンバーにてAmerican Crewヘアーショウ
- 2013.4 TWBCヘアーショウ
- 2016.10 TWBCヘアーショウ
- 2017.8 美容週間「Beauty Week Festival」ヘアーショウ＆アワード
- 2019.4 ICD「アジアリュージョン」ヘアーショウ

## 著書
- 『MEN'S NEW BASIC』（プレアデスセンター、2004年10月)
- テクニカルDVD『PREPPY COLLEGE Vol.10』（プレアデスセンター、2007年8月)
- テクニカルDVD『激ワザ』（KBプランニング、2011年2月)
- テクニカルDVD『PREPPY COLLEGE Vol.38』（プレアデスセンター、2012年12月)
- eラーニング『SAKURA Beauty TV』（2012年)
- 『MEN'S WORK CRAFTING ～格好いいMEN'S HAIRの仕立て方～』（新美容出版株式会社、2016年6月)
- 『PROFESSIONAL TOKYO Vol.115』木下裕章特集号(ビューティビジネス、2021年4月)